# Schollen
Schollen is een naam die voor meerdere families onder de straalvinnigen wordt gebruikt in het Nederlandse taalgebied. Het betreft de volgende families:
- Pleuronectidae
- Samaridae